# Onze-Lieve-Vrouw-in-'t-Hammeke

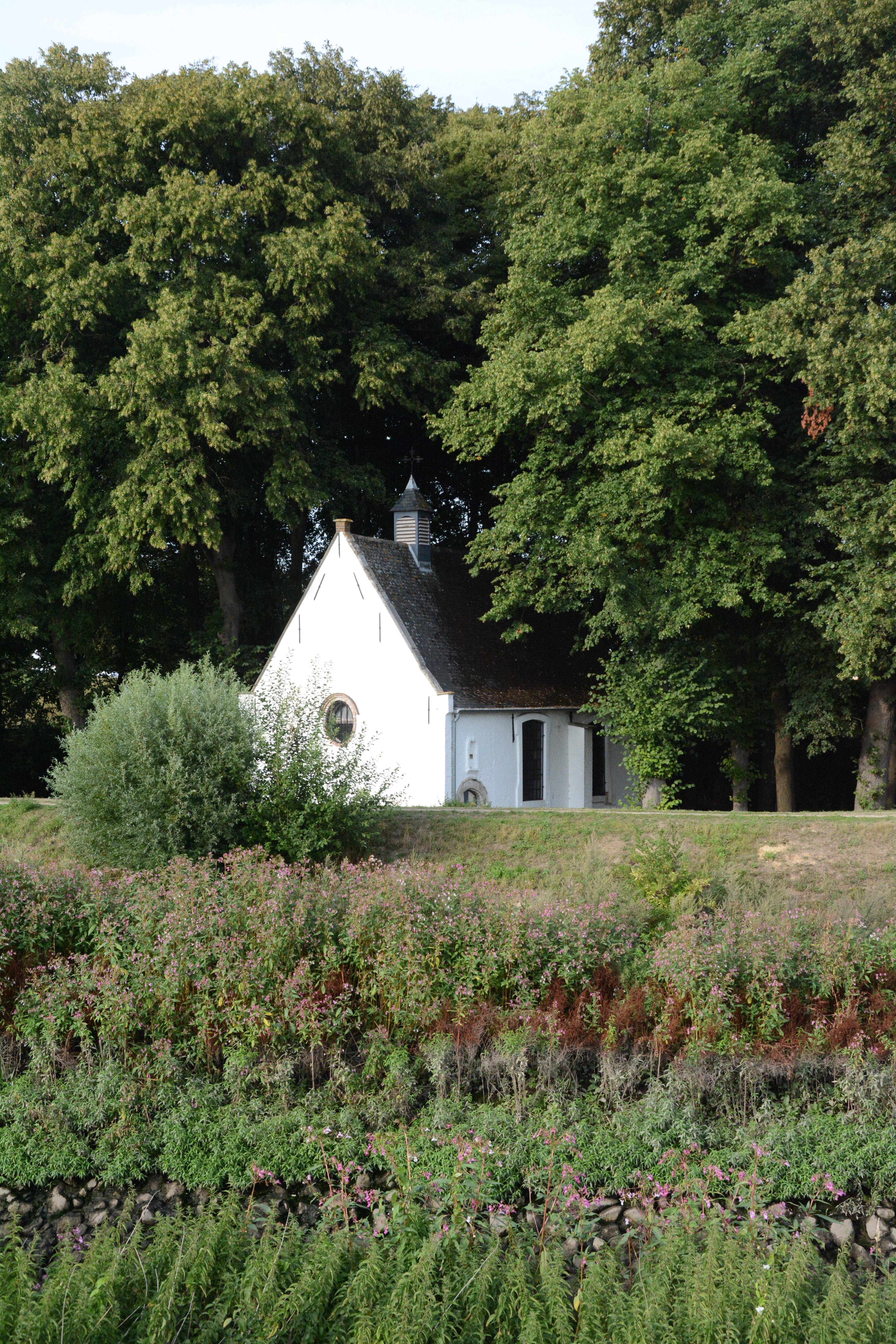
Onze-Lieve-Vrouw in 't Hammeke

Onze-Lieve-Vrouw-in-'t-Hammeke is een kapel nabij de Vlaams-Brabantse plaats Zemst, gelegen aan de Zenneweg.
Sommige stromen, rivieren en bronnen, evenals de bossen en sommige bomen waren aan de Germanen heilig. Bij de overgang op het christendom in het begin der middeleeuwen veranderde ook de cultus rondom deze bomen. Geloofspredikers en kerkhoofden kerstenden meestal de boom - meestal een linde of een eik; er werd een kruis- of heiligenbeeld, doorgaans een Mariabeeld aan de stam bevestigd, en zo nam het de schijn aan, alsof de verering op het beeld overging.
Vaak lieten de geestelijken, vooral de kloosterlingen dan het gerucht verspreiden, - zelf brachten zij door woord, sermoen en schrift er het hunne toe bij, en de volkstraditie maakte er zich meester van. Zo ook in Zenne (Sempst), waar de traditie het verhaal als volgt doet klinken:
“O.L. Vr. in het Hammeken (Sempst) hing aan een wilg op den oever der Zenne. Eens bleven schippers aldaar met hun schip vast liggen. Geen middel om het nog in beweging te zetten, tot dat zij het Mariabeeld aan den wilg ontdekt en dan ook vereerd hadden.”
De aan de Zenne gelegen kapel is begin 17e eeuw gebouwd in baksteen en zandsteen. In 1699 werd hij met één travee vergroot en in 1778 werd hij enigszins gewijzigd. In 1914 werd de kapel, na oorlogsschade, hersteld.
De aanleg van de snelweg A1 in 1971-1972, vlak langs de kapel, plaatste deze in een geïsoleerde positie en vernielde grotendeels de omgeving van de kapel. Via voetpaden en een weg is de kapel nog te bereiken.
Het betreft een zaalkerkje met driezijdige koorsluiting en een dakruiter.